# اچ‌دی ۱۵۳۳۷۰
اچ‌دی ۱۵۳۳۷۰ یک ستاره است که در صورت فلکی آتشدان قرار دارد.